# 제1차 평양성 전투
제1차 평양성 전투(第一次平壤城戰鬪) 또는 대동강 전투(大東江戰鬪)는 임진왜란 중의 한 전투이다. 전투의 결과로써 일본군은 공격대상인 평양성을 점령하게 되었다.

## 배경
임진강 전투 이후 개성시를 함락시킨 일본 침략군은 세 그룹으로 나뉘었다. 구로다 나가마사는 서쪽으로 황해도로 진군했고, 가토 기요마사는 동쪽으로 함경도로 진군했다. 고니시 유키나가 휘하의 주력군은 6월 1일 북쪽으로 평안도로 진격했다. 그의 선봉대는 7월 16일 대동강 남쪽 강둑에 도달하여 평양성 벽이 보이는 곳까지 진격했다. 며칠 후, 그는 황해도를 저항 없이 휩쓸고 온 구로다 나가마사의 군대와 합류했다. 강을 건널 수 없었던 그들은 그곳에서 기다리며 선조에게 항복을 촉구하는 서신을 보냈다. 강 한가운데에서 이루어진 회담은 아무런 결과도 낳지 못했다.
선조는 7월 19일 평양을 떠나 영변으로 피난했다. 도시가 견고한 방어 시설을 갖추고 병력과 보급품이 충분했지만, 왕의 떠남은 수비군의 사기를 심각하게 떨어뜨렸고, 주민들은 공황 상태에 빠져 도망치기 시작했다. 조선의 장수 김명원은 재상 윤두수 및 이조판서 이원익과 함께 명목상 10,000명의 병력을 지휘하며 방어를 맡았다.

## 전투
김명원은 일본군의 야영지 경비가 야간에 허술하다는 것을 파악한 후, 일본군이 공격하기를 기다리는 대신 소규모 병력으로 기습 야간 공격을 감행하기로 결정했다. 한국군은 어둠 속에서 강을 건너는 데 예상보다 오랜 시간이 걸렸고, 실제 공격은 새벽이 되어서야 이루어졌다. 초기에는 성공적이었고, 한국군은 일본군이 상황을 파악하기 전에 수백 명의 적군을 죽였다. 구로다 나가마사는 반격하여 한국군을 강가로 밀어붙였다. 그러나 강가에서 한국군은 배가 사라진 것을 발견했는데, 일본군 총성을 듣고 뱃사공들이 도망친 것이었다. 강을 건너 탈출할 수 없었던 한국군은 강물이 얕아 건널 수 있는 상류로 후퇴했다. 이로 인해 일본군은 강을 건너 도시로 가는 방법을 알게 되었다.
일본군의 공격이 임박했음을 깨달은 김명원은 남아 있는 병사들에게 대포와 무기를 연못에 가라앉혀 일본군의 손에 넘어가지 않도록 했고, 북쪽으로 순안으로 도망쳤다. 일본군은 7월 24일 강을 건너 도시에 진입했고, 도시는 완전히 버려진 상태였다. 함정을 의심한 고니시와 구로다는 빈 도시에 들어가기 전에 정찰병을 인근 언덕으로 보내 확인했다. 도시의 창고 안에서는 몇 달 동안 군대를 먹일 수 있는 7천 톤의 쌀을 발견했다.

## 결과
명나라 장수 조승훈이 1592년 8월 23일 6,000명의 병력을 이끌고 도착하기 전까지 일본군의 평양 점령은 무사히 지속되었다.

## 같이 보기
- 임진왜란 전투 목록
- 제4차 평양성 전투

## 참고 자료
- Alagappa, Muthiah (2003), 《Asian Security Order: Instrumental and Normative Features》, Stanford University Press, ISBN 978-0-8047-4629-8
- Arano, Yasunori (2005), 《The Formation of a Japanocentric World Order》, International Journal of Asian Studies
- Brown, Delmer M. (May 1948), “The Impact of Firearms on Japanese Warfare, 1543–1598”, 《The Far Eastern Quarterly》 7 (3): 236–53, doi:10.2307/2048846, JSTOR 2048846, S2CID 162924328
- Eikenberry, Karl W. (1988), “The Imjin War”, 《Military Review》 68 (2): 74–82
- Ha, Tae-hung; Sohn, Pow-key (1977), 《'Nanjung Ilgi: War Diary of Admiral Yi Sun-sin》, Yonsei University Press, ISBN 978-89-7141-018-9
- Haboush, JaHyun Kim (2016), 《The Great East Asian War and the Birth of the Korean Nation》
- Hawley, Samuel (2005), 《The Imjin War》, The Royal Asiatic Society, Korea Branch/UC Berkeley Press, ISBN 978-89-954424-2-5
- Jang, Pyun-soon (1998), 《Noon-eu-ro Bo-nen Han-gook-yauk-sa 5: Gor-yeo Si-dae (눈으로 보는 한국역사 5: 고려시대), Park Doo-ui, Bae Keum-ram, Yi Sang-mi, Kim Ho-hyun, Kim Pyung-sook, et al., Joog-ang Gyo-yook-yaun-goo-won. 1998-10-30. Seoul, Korea.》
- Kim, Ki-chung (Fall 1999), “Resistance, Abduction, and Survival: The Documentary Literature of the Imjin War (1592–8)”, 《Korean Culture》 20 (3): 20–29
- Kim, Yung-sik (1998), “Problems and Possibilities in the Study of the History of Korean Science”, 《Osiris》, 2nd Series 13: 48–79, doi:10.1086/649280, JSTOR 301878, S2CID 143724260
- 桑田忠親 [Kuwata, Tadachika], ed., 舊參謀本部編纂, [Kyu Sanbo Honbu], 朝鮮の役 [Chousen no Eki]　(日本の戰史 [Nihon no Senshi] Vol. 5), 1965.
- Neves, Jaime Ramalhete (1994), “The Portuguese in the Im-Jim War?”, 《Review of Culture》 18: 20–24
- Niderost, Eric (June 2001), “Turtleboat Destiny: The Imjin War and Yi Sun Shin”, 《Military Heritage》 2 (6): 50–59, 89
- Niderost, Eric (January 2002), “The Miracle at Myongnyang, 1597”, 《Osprey Military Journal》 4 (1): 44–50
- Park, Yune-hee (1973), 《Admiral Yi Sun-shin and His Turtleboat Armada: A Comprehensive Account of the Resistance of Korea to the 16th Century Japanese Invasion》, Shinsaeng Press
- Rockstein, Edward D. (1993), 《Strategic And Operational Aspects of Japan's Invasions of Korea 1592–1598 1993-6-18》, Naval War College
- Sadler, A. L. (June 1937), “The Naval Campaign in the Korean War of Hideyoshi (1592–1598)”, 《Transactions of the Asiatic Society of Japan》, Second Series 14: 179–208
- Sansom, George (1961), 《A History of Japan 1334–1615》, Stanford University Press, ISBN 978-0-8047-0525-7
- Sohn, Pow-key (April–June 1959), “Early Korean Painting”, 《Journal of the American Oriental Society》 79 (2): 96–103, doi:10.2307/595851, JSTOR 595851
- Stramigioli, Giuliana (December 1954), “Hideyoshi's Expansionist Policy on the Asiatic Mainland”, 《Transactions of the Asiatic Society of Japan》, Third Series 3: 74–116
- Strauss, Barry (Summer 2005), “Korea's Legendary Admiral”, 《MHQ: The Quarterly Journal of Military History》 17 (4): 52–61
- Swope, Kenneth M. (2006), “Beyond Turtleboats: Siege Accounts from Hideyoshi's Second Invasion of Korea, 1597–1598”, 《Sungkyun Journal of East Asian Studies》 6 (2): 177–206
- Swope, Kenneth M. (2005), “Crouching Tigers, Secret Weapons: Military Technology Employed During the Sino-Japanese-Korean War, 1592–1598”, 《The Journal of Military History》 69: 11–42, doi:10.1353/jmh.2005.0059, S2CID 159829515
- Swope, Kenneth M. (December 2002), “Deceit, Disguise, and Dependence: China, Japan, and the Future of the Tributary System, 1592–1596”, 《The International History Review》 24 (4): 757–1008, doi:10.1080/07075332.2002.9640980, S2CID 154827808
- Swope, Kenneth M. (2009), 《A Dragon's Head and a Serpent's Tail: Ming China and the First Great East Asian War, 1592–1598》, University of Oklahoma Press
- Turnbull, Stephen (2002), 《Samurai Invasion: Japan's Korean War 1592–98》, Cassell & Co, ISBN 978-0-304-35948-6
- Turnbull, Stephen (2008), 《The Samurai Invasion of Korea 1592-98》, Osprey Publishing Ltd
- Turnbull, Stephen (1998), 《The Samurai Sourcebook》, Cassell & Co, ISBN 978-1-85409-523-7
- Villiers, John (1980), 《SILK and Silver: Macau, Manila and Trade in the China Seas in the Sixteenth Century (A lecture delivered to the Hong Kong Branch of the Royal Asiatic Society at the Hong Kong Club. 10 June 1980). The HKUL Digital Initiatives》 |title=에 외부 링크가 있음 (도움말)
- Yi, Min-woong (2004), 《Imjin Wae-ran Haejeonsa: The Naval Battles of the Imjin War [임진왜란 해전사]》, Chongoram Media [청어람미디어], ISBN 978-89-89722-49-6